# Коренегоніальні
Коренегоніальні (Rhizogoniales) — порядок мохоподібних мохоподібних.

## Опис
Більшість таксонів у межах ряду — плеврокарпії з базальним розгалуженням.

## Таксономія
До порядку внесено дві родини. Це Rhizogoniaceae і Calomniaceae:
Calomniaceae
- Calomnion Hook. f. & Wilson
- Cryptopodium Brid.
- Pyrrhobryum Mitt.

Rhizogoniaceae
- Goniobryum Lindb.
- Rhizogonium Brid.